# Bindningstal

Dubbelbindningar i blått.

Inom kemi är bindningstal ett mått på hur många elektroner som ingår i en kovalent bindning – enkelbindning, dubbelbindning eller trippelbindning – mellan två atomer i en molekyl. Ju högre bindningstalet är, desto starkare är bindningen. 
I den vanligaste sortens kovalenta bindning bidrar två valenselektroner mellan atomkärnorna, ett elektronpar, till bindningen. Denna har då bindningstalet 1 och kallas enkelbindning. I enkla beskrivningar säger man att två atomer delar på valenselektroner för att fylla sina yttersta elektronskal. Om två elektronpar bidrar till bindningen blir det en dubbelbindning med bindningstalet 2. Ett exempel på kemiska föreningar där dubbelbindningar förekommer är alkener. Dubbelbindningar skapas ofta genom att en pi-bindning läggs till en enkelbindning, som oftast är en sigma-bindning. En kovalent bindning med sex ingående elektroner, det vill säga tre elektronpar, har bindningstalet 3 och kallas trippelbindning. Trippelbindningar finns i bland annat kvävgas (N2, N≡N) och i alkyner. Högre bindningstal kan förekomma i föreningar med övergångsmetaller; det högsta som har förutspåtts teoretiskt är 6 för W2-molekyler i gasfas vid låga temperaturer.
En dubbelbindning är starkare än en enkelbindning, men den är inte dubbelt så stark – den molära bindningsentalpin (enkelt uttryckt den energi som måste tillföras för att bryta en mol bindningar) för en kol–kol-enkelbindning är i genomsnitt 346 kJ/mol, medan den är 614 kJ/mol för en kol–kol-dubbelbindning. Därför är föreningar med dubbel- och trippelbindningar oftast termodynamiskt mindre stabila än motsvarande förening med enbart enkelbindningar, även om de av kinetiska skäl kan vara mindre reaktiva.
Bindningstal behöver inte vara heltal. Molekyler med resonans har bindningar med bindningstal som oftast ligger mellan 1 och 2. I molekyler som i enkla beskrivningar har omväxlande enkel- och dubbelbindningar sprids pi-elektronerna ut och bidrar även till bindningsstyrkan i enkelbindningarna mellan dubbelbindningarna, som därför får bindningstal större än 1. 1,3-butadien är det enklaste exemplet på ett konjugerat system av denna typ. Ett specialfall av konjugerade system är aromatiska föreningar, där kedjan av enkel- och dubbelbindningar bildar en ring. Det enklaste exemplet på en aromatisk förening är bensen, som har bindningstalet 1,5 mellan varje par av kolatomer som är bundna till varandra.
I molekylorbitalteori definieras bindningstal mer precist som antalet bindande elektroner minus antalet antibindande elektroner, delat med två. Detta ger oftast, men inte alltid, samma resultat som den enkla beskrivningen av valenselektronpar som delas av två atomer. Med hjälp av molekylorbitalteorins definition är det lätt att se att den enda (bindande) elektronen i vätemolekyljonen, H2+, ger upphov till en halvbindning, alltså en bindning med bindningstal 0,5.